# Bugenhagendenkmal

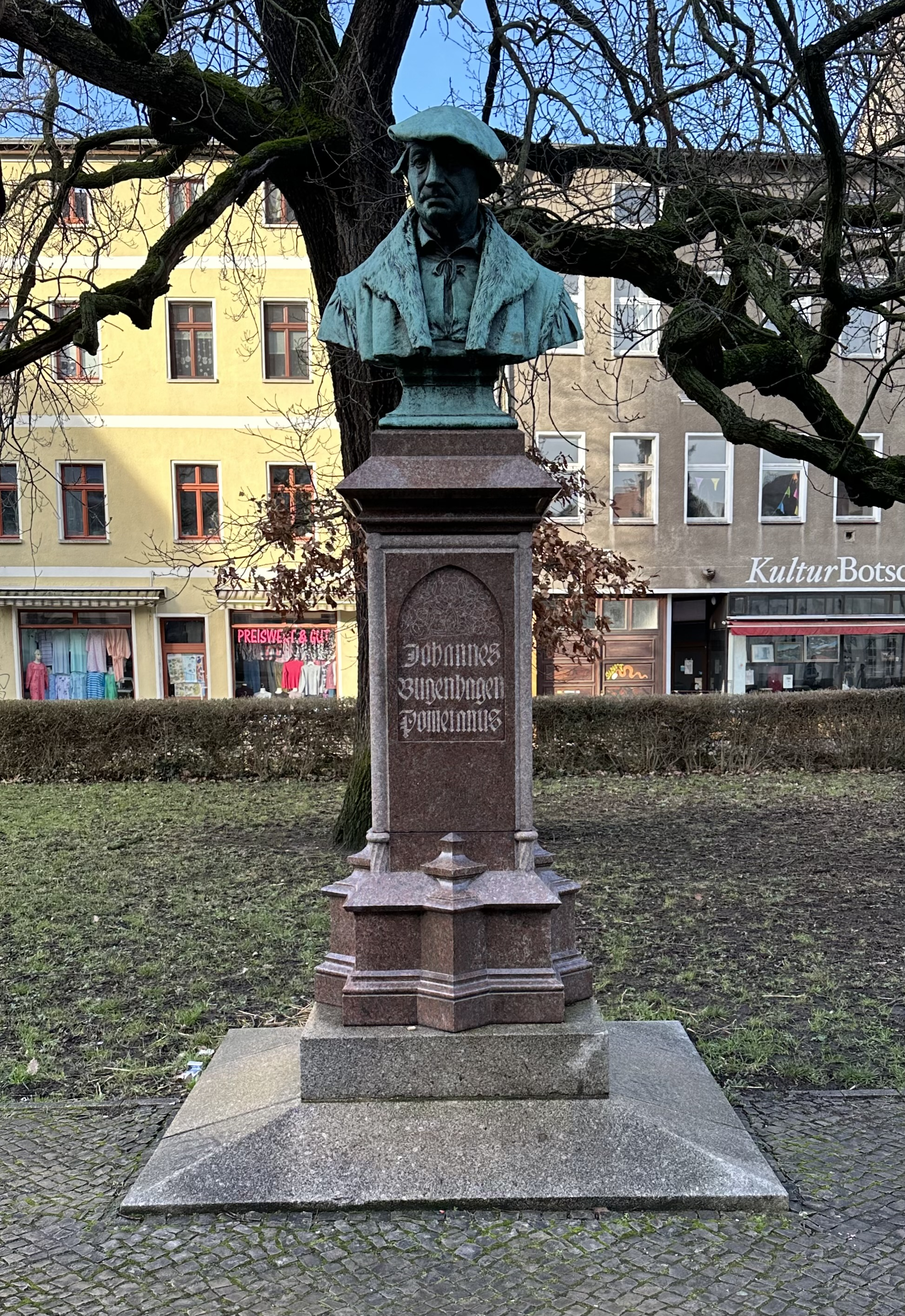
Bugenhagendenkmal, 2024

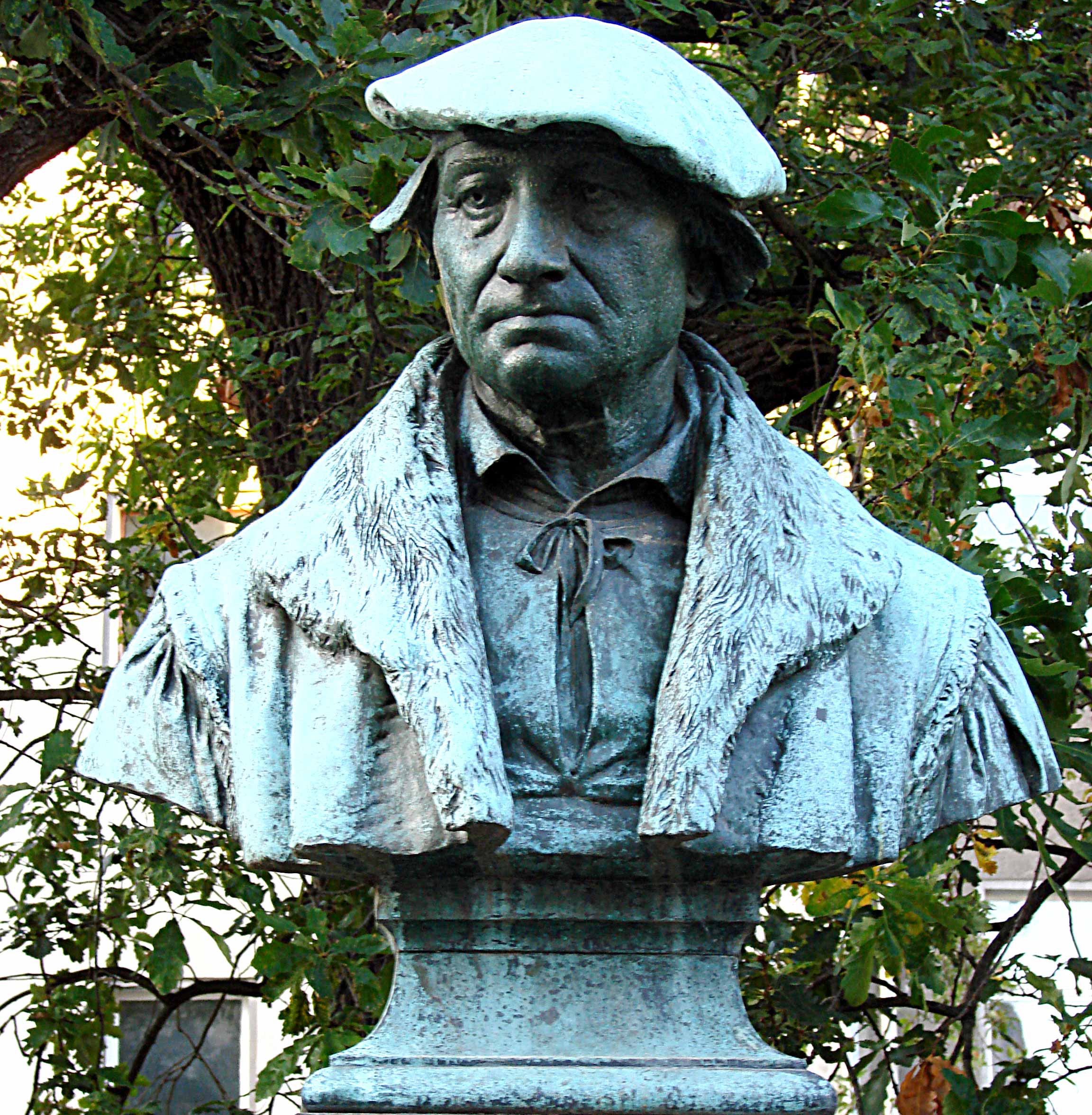
Büste, 2005

Das Bugenhagendenkmal ist ein denkmalgeschütztes Denkmal für den Reformator Johannes Bugenhagen in der Lutherstadt Wittenberg in Sachsen-Anhalt.

## Lage
Das Denkmal befindet sich im nördlichen Teil der Altstadt der Lutherstadt Wittenberg auf dem Kirchplatz, umgeben von einer Grünfläche nördlich vor der Stadtkirche Lutherstadt Wittenberg.

## Architektur und Geschichte
Das Denkmal erinnert an den Reformator Johannes Bugenhagen, der von 1523 bis 1528 Stadtpfarrer an der benachbarten Stadtkirche war und hier und an seinen weiteren Wirkungsorten entscheidend zur Konsolidierung der reformatorischen Bewegung beitrug. Geschaffen wurde das Denkmal 1893 von Gerhard Janensch aus Berlin. Es entstand eine historistische, aus Bronze gegossene, Bugenhagen darstellende Büste. Sie steht auf einem hohen Sockel. Auf dessen Vorderseite befindet sich die Inschrift:
Pomeranus bezieht sich auf Bugenhagens Herkunft aus Wollin. Doctor Pomeranus war sein zeitgenössischer Beiname.
Im Denkmalverzeichnis des Landes Sachsen-Anhalt ist das Denkmal unter der Erfassungsnummer 094 35938 als Kleindenkmal verzeichnet.